# Burg Helfenstein (Koblenz)

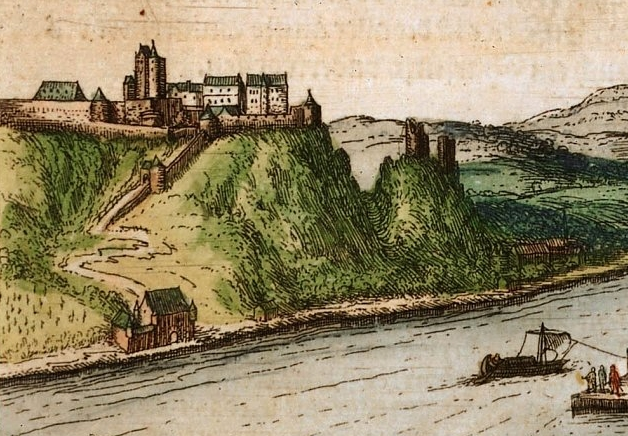
Burg Ehrenbreitstein und Burg Helfenstein. Darstellung ca. 1570.

Die Burg Helfenstein ist eine abgegangene Spornburg auf dem Ehrenbreitstein in Koblenz. Sie wurde um 1160 auf einem Bergsporn südlich der kurtrierischen Burg Ehrenbreitstein von der Familie von Helfenstein errichtet. Beide Burgen waren durch eine tiefe Schlucht voneinander getrennt. Die Familie versah ihren Dienst zunächst auf dem Ehrenbreitstein, erweiterte aber um 1300 mit Bau der Sporkenburg und der Burg Mühlenbach ihren Herrschaftsbereich.
Im 14. Jahrhundert wurde die Burg Helfenstein kaum noch bewohnt und verfiel schließlich in der Folgezeit. Mit Bau der preußischen Festung Ehrenbreitstein Anfang des 19. Jahrhunderts wurde die Burgruine vom Fort Helfenstein überbaut, das Teil der Festungsanlage ist.